# Sutuur (geologie)
Een sutuur of suture is in de geologie een doorlopende breukzone in een gebergte, die de grens vormt tussen twee tektonische eenheden met verschillende paleogeografische, tektonische en metamorfe geschiedenis.

## Ontstaan
Voordat de twee eenheden over elkaar geschoven zijn heeft er een stuk aardkorst tussen gezeten, dat niet of nauwelijks terug gevonden wordt (een verklaring is dat het gesubduceerd is). Sutures worden in de plaattektoniek gezien als overblijfsels van subductiezones, waarbij de eenheden aan weerszijden worden geïnterpreteerd als fragmenten van verschillende paleocontinenten.
Sutures kunnen in breedte (van hun dagzomen) verschillen van een paar honderd meter tot enkele kilometers. Ze kunnen bestaan uit netwerken van brosse breuken of ductiele shear-zones, waarin tektonische lenzen zitten van allerlei lithologieën, mogelijk ook ofiolieten afkomstig van de gesubduceerde oceanische korst.